# Gare d’Ustaritz
Gare d'Ustaritz – przystanek kolejowy w Ustaritz, w departamencie Pireneje Atlantyckie, w regionie Nowa Akwitania, we Francji.
Jest przystankiem kolejowym Société nationale des chemins de fer français (SNCF), obsługiwanym przez pociągi TER Aquitaine.